# Ferdinand Georg Frobenius
Ferdinand Georg Frobenius (26. října 1849 Charlottenburg, Prusko – 31. srpna 1917 Berlín, Německé císařství) byl německý matematik a student Karla Weierstrasse. Je známý především díky práci v oblastech diferenciálních rovnic, teorie grup a teorie čísel. Jako první také podal úplný důkaz Cayleyho-Hamiltonovy věty. Je po něm pojmenováno velké množství matematických vět a konceptů, např. Frobeniova metoda.